# Droga wojewódzka nr 830
Droga wojewódzka nr 830 (DW830) – droga wojewódzka w województwie lubelskim, w mieście Lublin, w powiatach lubelskim ziemskim i puławskim o długości 41,927 km. Łączy Lublin z Nałęczowem i Bochotnicą. W Lublinie przebiega min. ulicą Nałęczowską. Jest jedną z dróg dojazdowych do ekspresowej obwodnicy Lublina, z którą łączy się na węźle Lublin Szerokie.

## Miejscowości leżące przy DW830
- Lublin (DW809)
- Szerokie
- Dąbrowica
- Uniszowice
- Płouszowice-Kolonia (S19)
- Tomaszowice-Kolonia
- Moszna
- Miłocin (gmina Jastków)
- Miłocin (gmina Wojciechów)
- Sadurki (DW860)
- Antopol (DW827)
- Nałęczów (DW826)
- Łąki
- Wąwolnica
- Zarzeka
- Zgórzyńskie
- Rogalów
- Zawada
- Łopatki-Kolonia
- Karmanowice
- Celejów
- Wierzchoniów
- Bochotnica (DW824)